# Godzilla II - King of the Monsters
Godzilla II - King of the Monsters (Godzilla: King of the Monsters) è un film del 2019 diretto da Michael Dougherty.
Il film è il sequel di Godzilla (2014) ed è il terzo capitolo del MonsterVerse, universo cinematografico condiviso della Legendary, e 35° lungometraggio su Godzilla.
Il film è interpretata da Kyle Chandler, Vera Farmiga, Ken Watanabe, Bradley Whitford, Charles Dance, Millie Bobby Brown, O'Shea Jackson Jr., Sally Hawkins, Thomas Middleditch, Zhang Ziyi, Aisha Hinds, Anthony Ramos e David Strathairn; gli unici attori a far ritorno dal film precedente sono Hawkins, Watanabe e Strathairn.

## Trama
Cinque anni dopo la battaglia tra Godzilla e i MUTO a San Francisco, la paleobiologa Emma Russell lavora per l'organizzazione cripto-zoologica Monarch per rintracciare e studiare i titani, giganteschi mostri simili a divinità che un tempo dominavano la Terra. Lei e sua figlia Madison assistono alla nascita di una larva gigante soprannominata Mothra. Emma calma la creatura con il dispositivo ORCA che è in grado di emettere frequenze che solo i titani possono ascoltare. Mothra diventa docile, finché un'organizzazione di eco-terroristi, guidata da Alan Jonah, attacca il sito e rapisce sia Emma che Madison. Mothra riesce a fuggire e a formare un bozzolo sotto una cascata.
Gli scienziati e i soldati della Monarch, guidati da Ishirō Serizawa e Vivienne Graham, mettono in contatto Mark, l'ex marito di Emma, per rintracciare lei e la figlia. Mark che è stato il progettista del prototipo dell'ORCA è il solo che può trovarla e distruggerla, poiché è diventata un'arma che potrebbe controllare i titani come Godzilla. Mark, tuttavia, intende seguire il gruppo solo per ritrovare la sua famiglia e del resto non gli importa. Il team porta Mark alla base in elicottero, dove è aggiornato con suo sommo terrore che oltre a Godzilla, sono stati identificati altri diciassette titani dormienti sotto la crosta terrestre e che forse sono anche di più. Ishirō Serizawa e la dottoressa Vivienne spiegano che i governi del mondo li vorrebbero uccidere, poiché li ritengono delle pericolose minacce per la popolazione, ma loro sono convinti che alcuni di questi titani siano benevoli e che potrebbero difendere la vita sul pianeta. Il team giunge infine a Castel Bravo, una base segreta situata nelle Bermuda, che ha il compito di monitorare costantemente Godzilla. All'interno è presente la testa della M.U.T.O femmina del primo film. Degli scossoni improvvisi mettono in allarme la base. Esaminando i computer, gli scienziati scoprono che Godzilla dà segni di agitazione. I militari si preparano ad attaccarlo, ma Mark li ferma poiché è sicuro che questo farebbe solo infuriare il gigantesco titano. Disattivando le armi il team apre gli scudi della base per far capire a Godzilla che non sono una minaccia. Nelle profondità marine la criniera ossea di Godzilla manda forti bagliori blu. La dottoressa Vivienne comprende che quelli sono segnali intimidatori ma capisce subito che non sono rivolti a loro. Godzilla con uno scatto si allontana dalla base. Mark esaminando le cartine, capisce che Godzilla ha lasciato il suo terreno di caccia perché si sente minacciato e che ora si sta dirigendo nel punto dove avverte la minaccia.
Seguendo Godzilla il team arriva fino in Antartide e realizza che Jonah intende liberare un titano racchiuso nel ghiaccio chiamato "Mostro Zero", un colossale drago a tre teste, il mostro che Godzilla avvertiva come una pericolosa minaccia. La squadra di Jonah attacca i soldati della Monarch e Mark si accorge che è Emma stessa a risvegliare il Mostro Zero. Il Titano attacca Mark e il suo team, finché Godzilla non emerge e i due si impegnano in un combattimento, durante il quale la dott.ssa Vivienne Graham viene divorata dal Mostro Zero che vola via poco dopo.
Quando la Monarch scopre che il prossimo obiettivo di Jonah è in Messico, vengono contattati da Emma che rivela il suo coinvolgimento con Jonah e afferma che risvegliare i titani è necessario a salvare il mondo, convinzione alimentata dopo aver perso il figlio Andrew durante l'attacco del 2014 a San Francisco. Jonah ordina ad Emma di risvegliare Rodan, un gigantesco uccello di fuoco racchiuso in un vulcano. I jet della Monarch lo attirano verso il Mostro Zero in arrivo e i due mostri combattono, il Mostro Zero si libera di Rodan facilmente scagliandolo in mare. Poco dopo, però, Godzilla emerge dall'oceano e affronta di nuovo il drago, strappandogli una delle teste. Nel bel mezzo della battaglia, l'esercito lancia un missile noto come "Oxygen Destroyer" verso di loro per ucciderli, ma l'arma uccide apparentemente solo Godzilla che affonda nell'oceano. Il Mostro Zero sopravvive rimanendo illeso e rigenera una nuova testa. Dopo che Rodan si sottomette a lui, il drago a tre teste risveglia tutti i titani dormienti.
Attraverso i testi mitologici, la Dr. Ilene Chen rivela che il Mostro Zero è Ghidorah, un antico predatore alpha alieno, nemico naturale di Godzilla, spiegando così come le sue capacità siano superiori a quelle degli altri mostri, il fatto del creare tempeste, il rigeneramento delle teste perse e perché il missile Oxygen Destroyer su di lui non abbia avuto effetto poiché per via della sua natura aliena non ha bisogno di ossigeno.  Serizawa capisce infine che Ghidorah è un elemento estraneo dell'equilibrio della Terra e che egli non farà rinascere a nuova vita il mondo come si credeva all'inizio, ma lo porterà alla sua totale distruzione e solo Godzilla in quanto predatore alpha originale poteva fermarlo. Gli scienziati e i militari comprendono di avere ucciso il solo che poteva salvare la terra e insieme ad uno schermo vedono scylla, metushela e behemoth. Intanto, Mothra emerge dal suo bozzolo e vola nella struttura Monarch delle Bermuda, 
sotto l'aspetto di una maestosa forma luminosa, dove inizia a mandare un verso simile a un canto. A questi versi risponde Godzilla che si scopre essere sopravvissuto alla detonazione e si sta riprendendo all'interno di un'antica città sottomarina. Il gruppo capisce che, nonostante la differenza di specie, Mothra e Godzilla hanno una relazione simbiotica e la gigantesca falena sta richiamando l'aiuto di Godzilla per fermare Ghidorah, considerato un'anomalia sul pianeta Terra che presto porterà il caos. Mark e una squadra si imbarcano su un sottomarino per rianimare Godzilla, rendendosi conto che il processo naturale potrebbe richiedere anni. Il sottomarino viene però risucchiato in un vortice: è un sistema di gallerie che collega la cosiddetta "Terra cava", un mondo sotterraneo sconosciuto. I protagonisti decidono di far detonare un'arma nucleare, permettendo a Godzilla di nutrirsi delle radiazioni. Impossibilitati però a lanciarla nell'antica dimora del Titano per colpa di un guasto, il Dr. Serizawa si offre volontario e si sacrifica per far detonare manualmente l'arma, la quale rinvigorisce e potenzia il Titano.
A Boston, Emma si rende conto che molti altri titani si stanno risvegliando senza l'aiuto dell'ORCA. Capisce così che risvegliare Ghidorah è stato uno sbaglio perché ciò che sta accadendo, in realtà, non sta seguendo il corso "naturale" che lei prevedeva: ora che a controllare i titani è un essere alieno, i loro attacchi non stanno rigenerando l'ecosistema come quando erano sotto il controllo di Godzilla, perciò, una volta terminati, questi avranno portato solo ad un'estinzione di massa. Emma prova ad avvertire Jonah della propria scoperta, ma questi la ignora. Madison capisce che la madre è in errore e ruba l'ORCA. A Fenway Park, Madison trasmette una frequenza che attrae tutti i titani nella sua posizione. Ghidorah arriva a Boston e tenta di distruggere l'ORCA, ma Godzilla accompagnato dall'esercito Monarch lo fermano. Mark guida un team per salvare Madison e fuggire dalla città prima che Godzilla si sovraccarichi ed emetta un'esplosione termonucleare. Godzilla riesce a prevalere su Ghidorah, ma quando Mothra si appresta a finirlo appare Rodan, richiamato da Ghidorah stesso, a soccorrere la nemesi di Godzilla. Mothra e Rodan si scontrano in cielo mentre Godzilla combatte contro Ghidorah, il quale riesce a sottomettere il rivale, trasportandolo in volo in cielo per poi lasciarlo schiantare al suolo. Mothra sconfigge Rodan infilzandolo col suo pungiglione e, anche se ferita e quasi stremata, si lancia in volo contro Ghidorah in difesa di Godzilla, ma viene disintegrata dal raggio dell'alieno nel tentativo di proteggere il suo compagno, trasmettendo però a quest'ultimo tutta la sua energia.
Mark, Emma e Madison si riuniscono e cercano di riavviare l'ORCA danneggiata per attirare Ghidorah lontano da Godzilla che è ferito. Mentre vengono evacuati, Emma si sacrifica scappando con l'ORCA per continuare ad attirare Ghidorah, cosicché Mark e Madison possano scappare. Godzilla, grazie al sacrificio di Mothra, si riprende e brucia Ghidorah con impulsi termonucleari per poi finirlo con un possente raggio atomico dalla bocca. Quando tutto si calma, Rodan (che si era infine ripreso) e altri Titani convergono su Godzilla e si inchinano a lui, riconoscendolo come unico re dei mostri mentre il colossale titano lancia un poderoso ruggito di vittoria.
Durante i titoli di coda, viene rivelato che la Monarch ha divulgato le proprie informazioni sui titani al pubblico. I ritagli di notizie mostrano la scoperta di un secondo uovo di Mothra e di titani che convergono a Skull Island, mentre antichi dipinti ritraggono Godzilla che combatte contro Kong.
In una scena dopo i titoli di coda, un pescatore rivela di essere misteriosamente entrato in possesso della testa di Ghidorah e Jonah si rivela interessato ad acquistarla.

## Produzione
Inizialmente Gareth Edwards doveva tornare come regista, ma nel maggio 2016 viene sostituito da Dougherty, coautore anche della sceneggiatura insieme a Max Borenstein e Zach Shields.
Le riprese del film sono iniziate il 19 giugno 2017 ad Atlanta, col titolo lavorativo Fathom. Alcune riprese sono state effettuate nel centro storico di Città del Messico dal 19 al 22 agosto 2017. Le riprese sono terminate il 27 settembre 2017.
Il budget del film è stato di 170 milioni di dollari.

## Promozione
(Tagline)

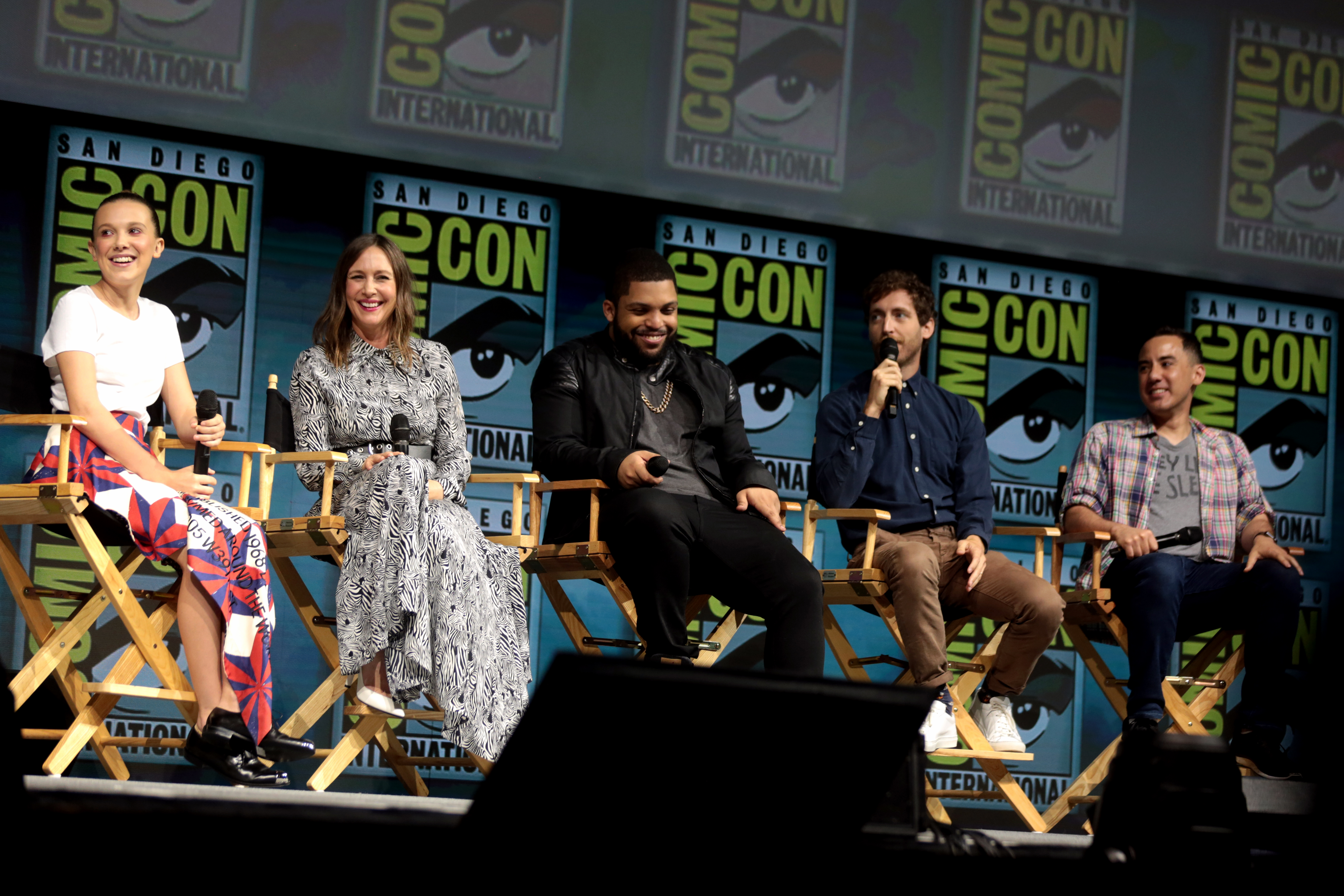
Il cast del film al San Diego Comic-Con 2019; da sinistra: Millie Bobby Brown, Vera Farmiga, O'Shea Jackson Jr., Thomas Middleditch e Michael Dougherty.

Il 18 luglio 2018 l'attrice Millie Bobby Brown diffonde la prima clip del film tramite il suo profilo Instagram, mentre il trailer esteso è stato proiettato al San Diego Comic-Con International il 21 luglio e diffuso di seguito online.

## Distribuzione
Il film, inizialmente previsto per l'8 giugno 2018 e poi per il 22 marzo 2019, è stato distribuito nelle sale cinematografiche statunitensi a partire dal 31 maggio 2019, anche in 3D, IMAX ed IMAX 3D ed in quelle italiane dal 30 maggio.

## Accoglienza

### Incassi
Godzilla II - King of the Monsters ha incassato 110 milioni di dollari in Nord America e 277 milioni nel resto del mondo, per un totale di 387 milioni di dollari.

### Critica
Il film ha ricevuto recensioni miste dalla critica; è stato elogiato per gli effetti visivi e le sequenze d'azione, ma criticato per la trama sottile e lo scarso sviluppo dei personaggi umani.
Sull'aggregatore Rotten Tomatoes il film riceve il 42% delle recensioni professionali positive, con un voto medio di 5,10 su 10 basato su 353 critiche; su Metacritic ottiene un punteggio di 48 su 100 basato su 46 critiche, mentre su CinemaScore ottiene una B+.
Sul sito IGN, Scott Collura ha dato al film 7,8 su 10, aggiungendo che "sfortunatamente la trama del film è inutilmente confusa e non così furba, e i personaggi principali avrebbero potuto fare una maggiore carneficina. Tuttavia, King of the Monsters corregge in parte il film del 2014, dando agli spettatori un'abbondanza di azione mostruosa, dimostrando che Hollywood può ancora dare del suo meglio con Godzilla e i suoi compagni kaiju"; su /Film Chris Evangelista assegna al film un 6,5 su 10, criticando i personaggi umani ma lodando le sequenze d'azione tra kaiju. Kate Erbland di IndieWire ha dato una C-, definendolo "oscuro, umido e inetto".
Alla 40ª edizione dei Razzie Awards il film è stato candidato per il peggior prequel, remake, rip-off o sequel.

## Riconoscimenti
- 2019 - National Film & TV Awards[23]
  - Candidatura per il miglior film horror/thriller
- 2019 - E! People's Choice Awards[24]
  - Candidatura per il miglior film d'azione
  - Candidatura per la miglior star femminile a Millie Bobby Brown
- 2019 - Saturn Award[25]
  - Candidatura per il miglior film fantasy
  - Candidatura per il miglior attore emergente a Millie Bobby Brown
  - Candidatura per la miglior colonna sonora a Bear McCreary
  - Candidatura per i migliori effetti speciali

## Sequel
Il sequel, Godzilla vs. Kong, previsto inizialmente per il 13 marzo 2020, poi il 19 novembre dello stesso anno, poi il 21 maggio del 2021, è stato distribuito a partire dal 26 marzo 2021 in contemporanea tra sala cinematografica e HBO Max.